# Schweizerische Osteuropabibliothek
Die Schweizerische Osteuropabibliothek ist eine öffentlich zugängliche Teilbibliothek der Universitätsbibliothek Bern. Sie spezialisiert sich auf die Dokumentation der Geschichte, Gesellschaft und Politik des europäischen Ostens im 20. und 21. Jahrhundert. Darüber hinaus beherbergt sie mehrere historische Sondersammlungen mit Bezug zu Osteuropa.

## Geschichte

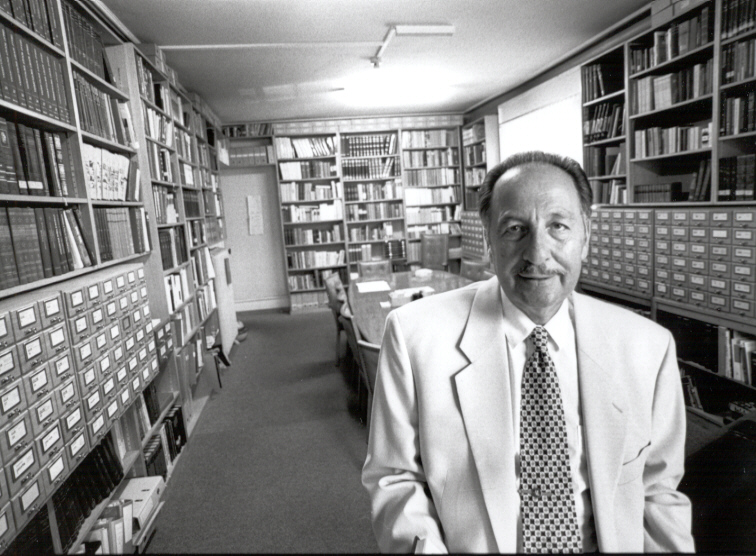
Der langjährige Leiter der SOB, Peter Gosztonyi, in der Bibliothek (1994)

Die Schweizerische Osteuropabibliothek SOB entstand aus der privaten Sammlung des Berner Ökonomen und Politikers Peter Sager, welche er seit 1948 anlegte. Im Jahr 1959 wurde die Schweizerische Osteuropabibliothek in eine Stiftung eingebracht, an deren Finanzierung sich in den folgenden Jahren Private wie auch verschiedene öffentliche Körperschaften beteiligten. Wie auch das kurz zuvor von Sager gegründete Schweizerische Ostinstitut war die Osteuropabibliothek an der Jubiläumsstrasse 43 in Bern untergebracht. Sager leitete zunächst beide Institutionen parallel, bevor ab 1963 der Historiker Peter Gosztony die Leitung der Bibliothek übernahm.
Nach der Auflösung des Schweizerischen Ost-Instituts 1994 wurde sie per 1. Januar 1997 auf Beschluss des Grossen Rates des Kantons Bern unter der neuen Leitung von Christophe von Werdt als Filiale der Stadt- und Universitätsbibliothek Bern angeschlossen. Seit 2007 ist die SOB eine Teilbibliothek der Universitätsbibliothek Bern im Bereich Theologie und Geisteswissenschaften.

## Bestände
Die Bestände der Schweizerischen Osteuropabibliothek umfassen über 150‘000 Medien, darunter umfangreiche osteuropäische Zeitschriften- und Zeitungsbestände aus dem 20. Jahrhundert, die im Katalog swisscovery nachgewiesen sind. Daneben beherbergt die SOB mit der Sammlung „Rossica Europeana“ eine historisch wertvolle Sondersammlung zur westlichen Rezeption Russlands vom 16. bis 19. Jahrhundert, welche neben Druckschriften auch eine Sammlung historischer Landkarten umfasst. Auch die Bestände der ehemaligen Russischen Bibliothek in Davos (Davoser Bibliothek) befinden sich heute in der SOB. Der Bestand des historischen Archivs der Osteuropabibliothek, welches den Zeitraum von der Gründung bis zur Übernahme durch die Stadt- und Universitätsbibliothek Bern umfasst, befindet sich heute im bibliothekseigenen Archiv an der Hallerstrasse 6 in Bern.

## Archivbestände
- Bestand: Historisches Archiv Schweizerische Osteuropabibliothek (OEB).   Schweizerisches Osteuropabibliothek SOB.   Signatur: SOB ArOEB.